# Peine de mort aux Maldives
La peine de mort aux Maldives est une peine légale, mais la dernière exécution (à la date de mai 2018) a eu lieu en 1954, alors que le pays était un protectorat britannique.
La seule méthode légale d'exécution est l'injection létale, bien que la pendaison ait été proposée. Les crimes passibles de la peine de mort comprennent le meurtre, l'adultère, l'apostasie, le terrorisme et la trahison - cependant, la peine de mort n'est obligatoire pour aucun crime. Elle est un châtiment légal pour les accusés âgés de plus de sept ans.
Actuellement, on estime qu'il y a environ 17 à 20 personnes sous le coup d'une condamnation à mort aux Maldives, dont 13 ont été condamnées en 2013.
En 2016, le meurtrier condamné Hussain Humaam Ahmed devait être exécuté par injection létale aux Maldives, mais l'exécution a été reportée à la suite des appels internationaux à la clémence. Fin juillet 2017, une autre date d'exécution était prévue pour Ahmed, et les Maldives ont déclaré avoir l'intention de procéder à son exécution et à l'exécution de deux autres personnes en septembre 2017. Pour des raisons inconnues, les exécutions n'ont finalement pas eu lieu. Un porte-parole du gouvernement des Maldives a déclaré que les retards dans les exécutions seraient résolus d'ici le 8 octobre 2017. Encore une fois, cependant, la date est passée sans qu'aucune exécution n'ait eu lieu.
Les Maldives ont voté contre le moratoire des Nations unies sur la peine de mort en 2007 et 2008, avant de voter en faveur du moratoire en 2010, ensuite ils se sont abstenus de voter en 2012 et 2014, puis ont voté à nouveau contre en 2016 et 2018.
En 2018, il a été largement rapporté que les Maldives ramèneraient la peine de mort,.